# Корпорация (телесериал, 2016)
«Корпора́ция» (англ. Incorporated) — американский драматический телесериал, который выходил в эфир на телеканале Syfy с 30 ноября 2016 года по 25 января 2017 года. Перед официальной премьерой Syfy показал первый эпизод онлайн 16 ноября 2016 года.
27 февраля 2017 года Syfy закрыл сериал после одного сезона.

## Сюжет
Действия сериала-антиутопии проходит в Милуоки в 2074 году. Из-за ряда кризисов и изменения климата в отсутствие эффективного правительства мощные транснациональные корпорации стали де-факто правительствами, контролируя «Зелёные зоны». Остальные территории называются «Красными зонами», где центральная власть слаба или отсутствует.
Бен Ларсон является преуспевающим менеджером «Spiga Biotech», одной из крупнейших корпораций. Он женат на Лоре — дочери одной из руководительниц корпорации, Элизабет. При этом его настоящее имя Аарон, он является климатическим беженцем из «Красной зоны». Он нелегально проник в «Зелёную зону» ради спасения своей юношеской любви — Елены, которая в результате ряда обстоятельств стала элитарной проституткой для высокопоставленных лиц Spiga. Ради получения доступа в элитарный клуб Аарон стремится получить повышение, преодолевая конкуренцию и проверки службы безопасности.

## В ролях

### Главные роли
- Шон Тил — Бен Ларсон / Аарон Слоан
- Эллисон Миллер — Лора Ларсон
- Эдди Рамос — Тео Маркес
- Джулия Ормонд — Элизабет Краусс
- Деннис Хэйсберт — Джулиан Морс
- Дэвид Хьюлетт — Чад Питерсон
- Иэн Трэйси — Терренс

### Второстепенные роли
- Дениза Тонтц — Елена Маркес
- Стефани Белдинг — Рэйчел
- Дуглас Найбэк — Роджер Каплан
- Педро Мигель Арсе — Семо
- Дэймон Херриман — Джонатан Хендрик
- Марк Мозес — Джордж Каплан
- Тамо Пеникетт — Горан
- Хэтти Крагтен — Хэйзел Хендрик
- Саад Сиддикуи — Маркус

## Производство
Джорджина Хэйг сыграла роль Лоры Ларсон в пилотном эпизоде, однако была заменена на Эллисон Миллер после того, как сериалу дали «зелёный свет».
20 июня 2017 года сериал был выпущен весь на DVD.

## Отзывы критиков
Сериал получил 75 % «свежести» на Rotten Tomatoes.